# 鴨川自然王国
鴨川自然王国（かもがわしぜんおうこく）は、千葉県鴨川市にある農事組合法人。

## 概要
活動は、米・大豆などの作物の有機無農薬栽培などの営農実践、および農業塾たる『里山帰農塾』運営である。

1981年、藤本敏夫らによって創立される。藤本敏夫の死後、石田三示らによって、活動は継続され、2011年現在、代表理事は藤本ミツヲ。

年会費制であり、2011年現在、年会費10,000円である

## 所在地
事務局
- 千葉県鴨川市大山平塚乙2-732-2

## 主な活動

### 営農活動
90アールの農地で、約50種類の野菜を育てている。

無農薬有機農法での稲作も行われている。

なお、出来上がった作物である米、および大豆から出来た味噌は、会員に配られる。収穫物については、通信販売も行っている。

### 里山帰農塾
営農や農村生活などについて、受講生を募っている。2003年より、始められた。

2011年度は、1回2泊3日30,000円の受講料で、4回行われ、各回定員20名の予定である。NPO法人ふるさと回帰支援センターとの共催である。

## 年会費制
2011年現在
年会費10,000円で、会員を募集している。

特典として、鴨川自然王国の農地で育てた米5kgと、そこで収穫された大豆から作られる味噌が1kgが配られることとなる。

1回5000円で、田んぼイベントや大豆イベントに参加することができる。参加者には、田んぼイベント1回につき米1kg、大豆イベント1回につき味噌200gが、会員特典に加算される。

## 関係する人物
- 藤本敏夫

創設者。『鴨川自然王国』の有名な顔。2002年死去。
- 石田三示

藤本敏夫の死後、代表理事を務める。2009年に、第45回衆議院議員総選挙に、民主党公認で出馬し、当選する。議員就任後に、代表理事を辞するが、理事には留まる。
- 藤本ミツヲ

2015年現在、代表理事を務める。歌手Yaeの夫で、藤本敏夫・加藤登紀子夫婦からは、娘婿となる。
- 加藤登紀子

2011年現在、理事の一人である。『鴨川自然王国代表』と紹介しているサイトもある。創設者の藤本敏夫の妻であり、歌手として一般大衆での知名度が高い。